# Интерлингва
Интерлингва је језик створен 1951, као плански језик из групе нових латинских пројеката. Он је синтеза сачињена од енглеског, француског, италијанског, шпанског и португалског.

## Историја
Интерлингву је углавном креирао Александар Годе. Он је делом узео већ урађени материјал у фондацији IALA (International Auxilary Language Association). а делом је самостално креирао овај језички пројект. То је урадио после смрти главног финансијера пројекта Alice Vanderbilt MORRIS, који је подржавао ту институцију у периоду 1924—1950. године.
Интерлингва се представила јавности као пројект вредан изучавања због тога што је врло натуралистичка, у потпуној сагласности, како по фонду речи, тако и граматици, са главним западноевропским језицима, и онај као таква следи њихов начин изражавања и културне одлике. Неки од присталица, потврђују да //интерлингва// вреди, не толико као средство за споразумевање, јер није у широкој употреби, колко у настави страних језика, као увод у језичке студије, поменутих западноевропских језика.

### Говорно подручје
Интерлингва је теоријски, мање-више разумљива без изучавања говорној популацији из чијих је изворних језика настала. То је око 1240 милиона, што је једна четвртина човечанства. Фактички, разумеју је образовани људи који говоре романске језике, то јест, вероватно око 100 или 150 милиона људи. Почетком овог века интерлингва је главни конкурент есперанту, од свих досад креираних планских језика.
Инерлингву говори течно приближно хиљаду људи. Између многих употреба, користи се за писање резимеа у научним чланцима. У те сврхе, употреба овог језика је идеална: употребљавана као језик читљив онима који добро познају латинску коренску основу потребну за научне студије и научни рад. Због тога се интерлингва експериментално изучава у Шведској и Данској мада интерлингва, као користан пројекат, још увек није добила било чију званичну подршку.

### Граматика и лексика
Интерлингва укључује у своју лексику постојеће речи из природних језика по следећим правилима:
- Реч улази у језички фонд интерлингве ако постоји најмање у три од четири изворна језика: енглеском, француском, италијанском или шпанском односно португалском. (ова два последња, вреде као један). Ако реч постоји само у два изворна језика, тада њено постојање у немачком или руском језику, чине је подобном за улазак у лексику.
- Форма речи која улази у употребу је претпостављена праформа, по обичају латинска, француска или енглеска.

Интерлингва тако, директно или индиректно извлачи и грчке или латинске речи, које су већ постале интернационалне, а најчешће употребљаване у научној или стручној терминологији. У поређењу са есперантом, интерлингва не обилује творбом речи по шаблону које афикси творе језички фонд овог првог.
| на начин есперанта | на начин интерлингве |
| sana               | san                  |
| sano               | sanitate             |
| malsana            | malade               |
| malsano            | maladia              |
| malsanulejo        | hospital             |
| sanigxi            | recovrar             |
| sanigi             | curar                |
| malsanigxi         | cader malade         |

### Изговор и литература
Базних 26 слова имају константне гласовне вредности, а у неколико случајева гласовна вредност слова зависи од претходног или следећег слова (видети на пример код "c"). Најпожељнији је изговор који је у складу са оригиналним језиком/језицима од којих реч изворно потиче (нпр. немачко walzer, изговара се као [валтсер]). Због тога доследних правила нема баш увек, те се изговор учи заједно са учењем писаног облика неке речи
У односу на есперанто, изговор код интерлингве толерише више могућих варијација. У доњој листи могуће варијације дате су у заградама:
a [a], b [b], ch [k] или [ʃ] / [tʃ], c [k] или [c] (испред i e y), d [d], e [e], f [f], gi [ʒ] испред a, o, u, g [g] или[ʒ] (код "-age"), h [h] (осим код ph rh th), i [i] или [j] (испред вокала), j [ʒ] / [dʒ], k [k], l [l], m [m], n [n], o [o], ph [f], p [p], qu [kw] или [k] (у речци "que" "qui" и дериватима), rh [r], r [r], s [s] или [z] (између вокала), th [t], t [t] или [ts] (испред i), u [u] или [w] (испред вокала), v [v], w [w] или [v], x [ks], y [i] или [j] (испред вокала), z [z]
Двоструке консонанте се изговарају као једноструке: "ecclesia" као [е'клејза].
Изговарају се као дифтонзи следећи парови: "ai" [aj], "au" [aw], "ei" [ej], "eu" [ew], "oi" [oj], "ou" [ow].
Акценат је на силабу испред задње консонантне групе, не рачунајући свршетке на "-s" код множине: "regula" [re'gula], у множини се изговара "regulas" [re'gulas], "trovar" [tro'var]. Примери: "corde" ['korde], "concerto" [kon'certo], "schola" ['skola], "choc" [ʃok], "agente" [a'gente], "avan'tage" [avantaʒe], "secretario" [sekre'tarjo], "mangiar" [man'ʒar], "quanto" ['kwanto], "que" [ke], "absolute" [abso'lute], "accusativo" [akuza'tivo], "telephono" [tele'fono], "nation" [na'tsjon], "industria" [indus'tria], "puero" ['pwero], "typo" ['tipo], "yogurt" [jo'gurt]
Постоји двојна ортографија, слична као и у језицима који потичу од латинског, који уместо "ph" пишу "f", не "y" већ "i" и мењају завршетак код неколико речи. Таква поједностављена литерација се ипак ретко употребљава.

### Синтакса
Граматика интерлингве узима у обзир заједничку граматику минимално четири изворна језика. На пример сваки од изворних језика множину твори помоћу наставка -s, те и интерлингва на тај начин твори множину.

## Часописи на интерлингви
- Actualitates — Interlingua i Norden